# خالد الجبيلي
خالد الجبيلي مترجم سوري، عمل مترجماً في دائرة الترجمة العربية في الأمم المتحدة في نيويورك، وترجم العديد من الأعمال الروائية والأدبية لروائيين وكتاب عالميين، من أبرزها روايات التركية إليف شافاق (قواعد العشق الأربعون)، و(لقيطة إستانبول)، إضافة إلى روايات ومؤلفات لكتاب آخرين من بينهم جلال الدين الرومي وهنري ميلر وباولو كويلو.

## التعليم
- حاصل على إجازة في اللغة الإنجليزية وآدابها من جامعة حلب في سوريا.
- حاصل على إجازة اللغة الإنجليزية من معهد اللغويين في لندن.[5]

## الترجمات
1. رواية (مزرعة الحيوان) جورج أورويل.[6]
2. رواية (دعابات الطقس الحار) ألبرتو مورافيا. صدرت عن دار عبد المنعم عام 2000م.[7]
3. رواية (مذكرات زوجة السجين) آشا بانديلي. صدرت عن دار ورد عام 2003م.[8]
4. رواية (السيد إبراهيم وأزهار القرآن) للروائي الفرنسي إريك إيمانويل شميدت. صدرت عن دار ورد عام 2004م.[9]
5. (أيام الصبا) مذكرات ج.م.كويتزي. صدرت عن دار ورد عام 2005م.[10]
6. رواية (الحميمية) حنيف قريشي. صدرت عن دار ورد عام 2005م.[11]
7. رواية (رب الأسرة) روث براور جهابفالا. صدرت عن دار الجمل عام 2007م.
8. رواية (أسرار) نور الدين فارح. صدرت عن دار الجمل عام 2007م.
9. رواية (شنغهاي بيبي) وي هيوي. صدرت عن دار الجمل عام 2008م.[12]
10. رواية (الزواج من بوذا) للكاتبة الصينية وي هيوي. صدرت عن دار الجمل عام 2008م.
11. رواية (زوربا اليوناني) نيكوس كازانتزاكيس. صدرت عن دار الجمل عام 2009م.[13]
12. رواية (صبوات: الصلب الوردي 1). هنري ميلر. صدرت عن دار ورد عام 2009م.[14]
13. رواية (الضفيرة: الصلب الوردي 2) هنري ميلر. صدرت عن دار ورد عام 2009م.
14. رواية (الوشيجة: الصلب الوردي 2) هنري ميلر. صدرت عن دار ورد عام 2009م.
15. (أرض الأرواح: حكايات قبيلة كوز) ليو يواكيم فراختنبيرغ. صدر عن مشروع كلمة للترجمة عام 2010م.[15]
16. رواية (هدايا) للكاتب الصومالي نور الدين فارح. صدرت عن دار الجمل عام 2010م.
17. رواية (سخط) فيليب روث. صدرت عن دار الجمل عام 2010م.[16]
18. رواية (قصة حب إيرانية تحت مقص الرقيب) للكاتب الإيراني شهريار مندني بور. صدرت عن دار الجمل عام 2011م.[17]
19. رواية (حب في جدة) للكاتب الإرتيري سليمان أدونيا. صدرت عن دار الجمل.
20. رواية (لقيطة إستانبول) إليف شافاق. صدرت عن دار الجمل عام 2012م.
21. رواية (قواعد العشق الأربعون) للروائية التركية إليف شافاق. صدرت عن دار طوى عام 2012م.[18]
22. رواية (لوليتا) فلاديمير نابوكوف. صدرت عن دار الجمل عام 2012م.[19]
23. رواية (أيام هادئة في كليشي) هنري ميللر. صدرت عن دار الجمل عام 2012م.[20]
24. رواية (معلمة البيانو) للكاتبة النمساوية ألفريدة يلينيك. صدرت عن دار طوى عام 2013م.[21]
25. رواية (أورا) للروائي المكسيكي كارلوس فوينتس. صدرت عن دار الجمل عام 2013م.[22]
26. رواية (يوميات عجوز مجنون) للروائي الياباني جونيشيرو تانيزاكي. صدرت عن طوى ومنشورات الجمل عام 2013م.[23]
27. رواية (كرسي الرئاسة) للروائي المكسيكي كارلوس فوينتيس. صدرت عن دار الجمل عام 2013م.[24]
28. رواية (حكايات من ضيعة الأرامل ووقائع من أرض الرجال) لكاتب الكولومبي جيمس كانيون. صدرت عن دار الجمل عام 2013م.[25]
29. رواية (القمر اللاهب) للكاتب الأرجنتيني ممبو جياردينلي. صدرت عن دار طوى ومنشورات الجمل عام 2013م.[26]
30. رواية (المفتاح) للياباني جونيشيرو تانيزاكي. صدرت عن دار الجمل عام 2014م.[27]
31. رواية (الرومي: نار العشق) نهال تجدد. صدرت عن دار الجمل عام 2015م.[28]
32. رواية (عندما بكى نيتشه) إرفين د. يالوم. صدرت عن دار الجمل عام 2015م.[29]
33. رواية (الجانب المظلم للحب) للروائي الألماني/السوري رفيق شامي. صدرت عن دار الجمل عام 2015م.[30]
34. رواية (سنتان وثمانية شهور وثمان وعشرون ليلة) سلمان رشدي. صدرت عن دار الجمل عام 2016م.[31]
35. رواية (غرباء) للياباني تايشي يامادا. صدرت عن دار نينوى عام 2016م.[32]
36. رواية (الدرب الضيّق من مجاهل الشمال) للكاتب الأسترالي ريتشارد فلاناغان. صدرت عن دار الجمل عام 2016م.[33]
37. رواية (فتيات فالكيري: لقاء الملائكة) باولو كويلو. صدرت عن دار ورد عام 2016م.[34]
38. ديوان (الموسيقى الخفية) جلال الدين الرومي. صدر عن دار الجمل عام 2016م.[35]
39. ديوان (الروح لا تمل من العاشقين) جلال الدين الرومي. صدر عن دار الجمل عام 2017م.[36]
40. رواية (جواز سفر على الطريقة الإيرانية) للروائية الإيرانية نهال تجدد. صدرت عن دار الجمل عام 2017م.[37]
41. رواية (الإنجيل برواية يسوع المسيح) جوزيه ساراماغو. صدرت عن دار الجمل عام 2017م.
42. رواية (البيت الذهبي) سلمان رشدي. صدرت عن دار الجمل عام 2018م.
43. رواية (علاج شوبنهاور) إرفين د.يالوم. صدرت عن دار الجمل عام 2018م.[38]
44. رواية (فيزا أمريكية) خوان دي ريكاكوخيا. صدرت عن دار نينوى عام 2018م.
45. رواية (سفر رجل) غاو إكسينغيان. صدرت عن دار نينوى عام 2018م.[39]
46. (السوريون المعاصرون) صدر عن دار نينوى عام 2018م.[40]
47. رواية (مشكلة سبينوزا) إرفين د.يالوم. صدرت عن دار الجمل عام 2019م.
48. رواية (ما هو الماذا) دايف إيغرز. صدرت عن دار مدارك عام 2019م.
49. رواية (الفتاة التي تحترق) كلير مسعود. صدرت عن مجموعة كلمات ودار روايات عام 2019م.
50. (متعلمة) تارا ويستوفر. صدر عن دار مدارك عام 2020م.[41]
51. (جريمة الولادة) رواية. تريفور نوا. 2020.
52. (إنجيل شجرة السم) رواية. باربرا كينجسولفر. صدرت عام 2021.[42]
53. (فاتنة الكتب) كارين هاوكينز. 2021.
54. (مسألة موت وحياة) إيرفين د. يالوم ومارلين يالوم. صدر عن دار الروافد الثقافية ودار ابن النديم عام 2023م.[43]
55. (السكين) رواية. سلمان رشدي. صدرت عن دار الجمل عام 2025م.[44]